# Andrew Henry
Andrew Henry, född omkring 1775 i Pennsylvania, död 1832 i St. Louis, var en amerikansk pälshandlare och entreprenör.

## Entreprenör i Saint Louis
Henry flyttade till Missouri redan innan det hade blivit amerikanskt genom Louisianaköpet 1803. Där blev han delägare i blygruvorna nära dagens Potosi. 1809 bildade han tillsammans med Manuel Lisa, Jean Pierre Chouteau och William Clark pälshandelsföretaget Missouri Fur Company. Henry ledde en av bolagets expeditioner till Three Forks i nuvarande Montana. Där ledde han snart byggandet av ett handelsfaktori Fort Henry, uppkallat efter honom själv. Under en expedition 1811 upptäckte han Henrys Lake. Under sin tid i bergen motarbetades Henry och bolaget av svartfotsindianerna och han återvände 1812 till St. Louis. När 1812 års krig bröt ut blev Henry major i milisen.

## Rocky Mountain Fur Company
1822 bildade han och William Henry Ashley Rocky Mountain Fur Company. Henry ledde en pälshandelsexpedition med 150 män uppför Missourifloden och nådde mynningen av Yellowstone River, där man byggde ett nytt handelsfaktori, också kallat Fort Henry. Arikarakriget gjorde att bolagets strategi ändrades och man övergav Missourifloden som transportled. 1824 lämnade Henry Missouri Fur Company och 1826 sålde han och Ashley Rocky Mountain Fur Company till William Sublette och Jedediah Smith. Han återgick till gruvnäringen och dog 1832.